# Villa Carlos Paz

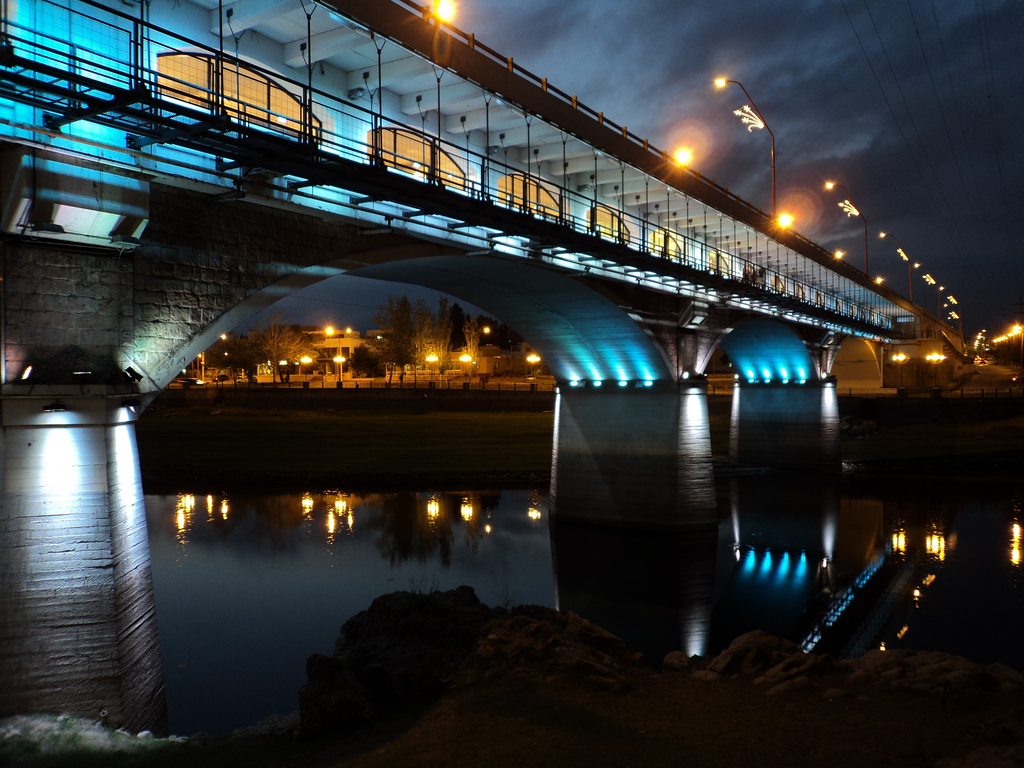
Puente Uruguay, sobre el río San Antonio.

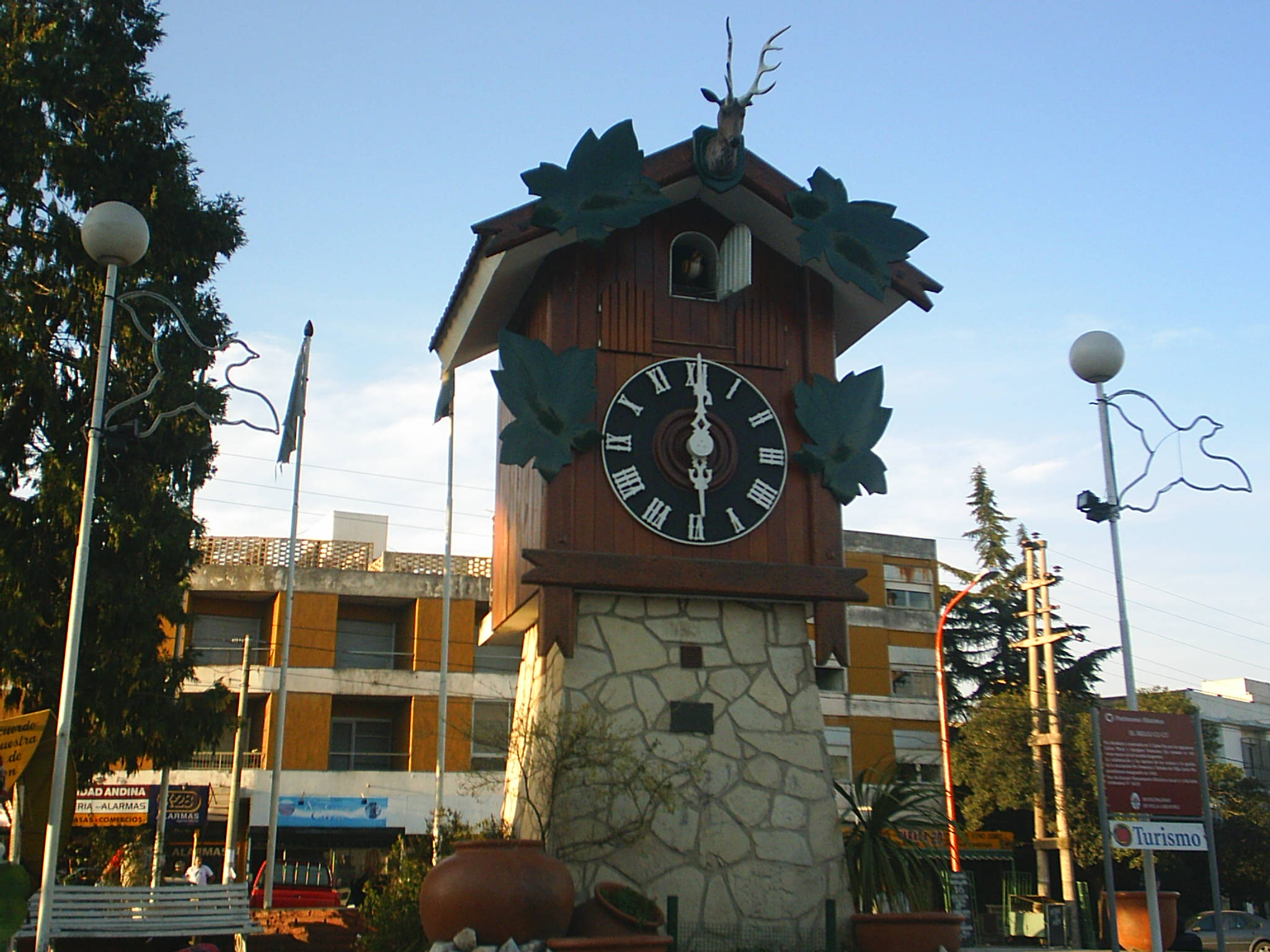
Reloj Cucú, centro de Villa Carlos Paz

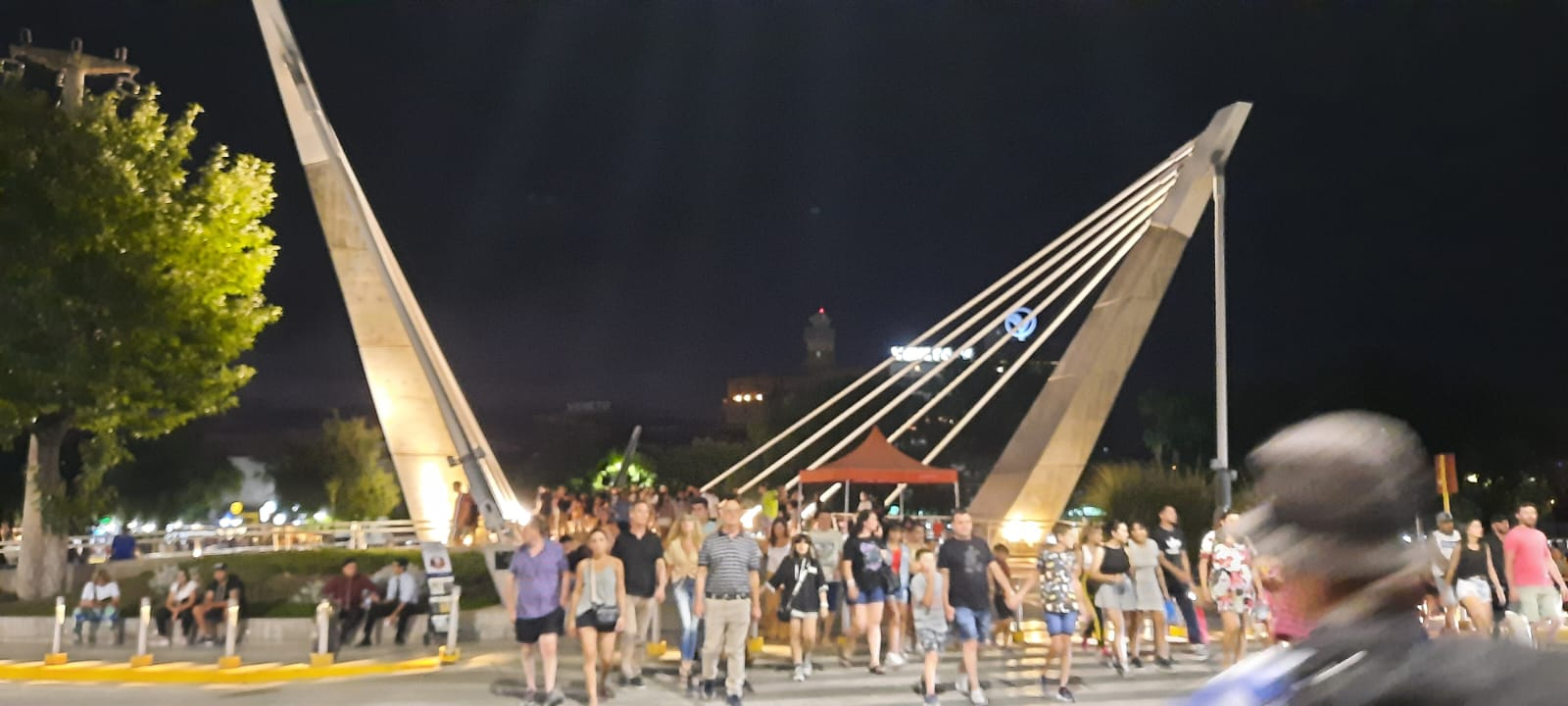
Puente peatonal Villa Carlos Paz

Villa Carlos Paz es una ciudad ubicada en el oeste de la provincia de Córdoba, Argentina, en la región de las sierras de Córdoba, más precisamente dentro del valle de Punilla, junto al dique San Roque. Es uno de los centros turísticos más importantes de la provincia de Córdoba y del país. 
De acuerdo al último Censo Nacional de 2022, la población de la ciudad asciende a los 71.274 habitantes, lo cual la ubica como la cuarta en importancia de la provincia sin contar a los vecinos de poblaciones aledañas (detrás de Córdoba, Río Cuarto y Villa María).
La principal actividad económica de Carlos Paz se basa en el turismo, lo cual se ve reflejado en la gran oferta de bienes y servicios, sobre todo hoteleros y gastronómicos. La ciudad se destaca por su agradable clima serrano y atractivos paisajes, como los diversos balnearios y el dique San Roque. El reloj Cucú, la aerosilla, el cerro La Cruz, los teatros, el Rally, su costanera, sus casinos y algunas discotecas nocturnas se han convertido con el tiempo en emblemas de la ciudad reconocidos a nivel nacional.

## Geografía

### Localización
La ciudad  ocupa una superficie de 2680 hectáreas. Su altitud es de unos 666 metros sobre el nivel del mar. Geográficamente se ubica entre los 35°25′ de latitud sur y los 64°31′ de longitud oeste. Políticamente pertenece a la pedanía San Roque (Córdoba) del Departamento Punilla, provincia de Córdoba.

### Hidrografía
Carlos Paz consta de un dique que forma un lago artificial, este es el lago San Roque. El mismo es alimentado por cuatro ríos; Arroyo Los Chorrillos, Cosquín, Arroyo Las Mojarras y el más importante, el río San Antonio.

### Clima
Villa Carlos Paz tiene clima Subtropical, con estación seca, la estación seca es en invierno (desde fines de abril a fines mediados de agosto); que la estación seca sea durante los meses fríos modera mucho la pérdida de humedad por evaporación lo que hace posible la existencia de una abundante flora arbórea y arbustiva.

#### Temperatura
La humedad es del 65%, con tiempo caluroso al mediodía y en las primeras horas de la tarde. Las mañanas y tardes son agradables, mientras que las noches son entre agradables y frescas. Las temperaturas máximas medias oscilan entre los 20° y los 25 °C.
De enero a marzo: temperaturas altas durante el día, pueden llegar hasta los 42 °C en los días de enero y hasta 38 en marzo. Con un porcentaje de humedad relativa entre el 50% y muy alta cuando se aproxima una lluvia o día nublado. Durante la noche la temperatura desciende hasta los 20°, una temperatura promedio de 25°, son noches calurosas aunque a veces se suele dar noches de muy alta humedad, muy nublados y temperatura que se mantiene durante el día entre 15° y 20°.
En abril, mayo, septiembre y octubre: tiempo agradable en horas del mediodía y horas de la tarde, fresco el resto del día, noches frías, temperatura máxima media entre 20 y 25 °C
En los meses de junio, julio y agosto, los días son frescos con noches frías, con temperaturas medias inferiores a los 20 °C.

#### Precipitaciones
La media anual de lluvias es de 700 milímetros, siendo el verano la época de mayor cantidad de precipitaciones.

Durante el verano, los días de lluvia y con cielo cubierto no superan el 30%. A pesar de ser esta la época de mayores precipitaciones.
| Parámetros climáticos promedio de Villa Carlos Paz, CD | Parámetros climáticos promedio de Villa Carlos Paz, CD | Parámetros climáticos promedio de Villa Carlos Paz, CD | Parámetros climáticos promedio de Villa Carlos Paz, CD | Parámetros climáticos promedio de Villa Carlos Paz, CD | Parámetros climáticos promedio de Villa Carlos Paz, CD | Parámetros climáticos promedio de Villa Carlos Paz, CD | Parámetros climáticos promedio de Villa Carlos Paz, CD | Parámetros climáticos promedio de Villa Carlos Paz, CD | Parámetros climáticos promedio de Villa Carlos Paz, CD | Parámetros climáticos promedio de Villa Carlos Paz, CD | Parámetros climáticos promedio de Villa Carlos Paz, CD | Parámetros climáticos promedio de Villa Carlos Paz, CD | Parámetros climáticos promedio de Villa Carlos Paz, CD |
| Mes | Ene.                                                   | Feb.                                                   | Mar.                                                   | Abr.                                                   | May.                                                   | Jun.                                                   | Jul.                                                   | Ago.                                                   | Sep.                                                   | Oct.                                                   | Nov.                                                   | Dic.                                                   | Anual                                                  |
| --- | ------------------------------------------------------ | ------------------------------------------------------ | ------------------------------------------------------ | ------------------------------------------------------ | ------------------------------------------------------ | ------------------------------------------------------ | ------------------------------------------------------ | ------------------------------------------------------ | ------------------------------------------------------ | ------------------------------------------------------ | ------------------------------------------------------ | ------------------------------------------------------ | ------------------------------------------------------ |
| Temp. media (°C) | 26                                                     | 25                                                     | 23                                                     | 18                                                     | 16                                                     | 12                                                     | 13                                                     | 15                                                     | 18                                                     | 20                                                     | 22                                                     | 25                                                     | 20                                                     |
| Precipitación total (mm) | 120                                                    | 110                                                    | 60                                                     | 50                                                     | 10                                                     | 5                                                      | 10                                                     | 0                                                      | 15                                                     | 60                                                     | 80                                                     | 150                                                    | 670                                                    |
| Fuente: «Temperatura y precipitaciones en Villa Carlos Paz». Archivado desde el original el 21 de septiembre de 2013. Consultado el 19 de septiembre de 2013. septiembre de 2013 |                                                        |                                                        |                                                        |                                                        |                                                        |                                                        |                                                        |                                                        |                                                        |                                                        |                                                        |                                                        |                                                        |

### Fauna y flora

#### Fauna
Algunos animales que se pueden encontrar en la zona son: puma; gato montés y colorado, zorro gris chico; zorro colorado, cabra del monte, comadreja grande y pequeña, hurón, zorrino, nutria, mulita, quirquincho, peludo, mataco, culebras, yarará, coral,
iguanas, lagartijas, chelcos, cóndor, cuervo, carancho, lechuza, Loros barranqueros, manzaneros, catitas, urraca, crespín, martín pescador, picaflor, zorzal, calandria, monjita, pijuí, bichofeo, curucucha, chingolo, siete colores, tordo, golondrinas, bandurria, garza, biguá, pejerrey, dientudo, bagre, vieja del agua, anguila, mojarra, carpa, chanchitas, truchas, taruchas

#### Flora
Dentro de la flora autóctona en las sierras se puede encontrar: algarrobo blanco y negro; quebracho blanco; molle blanco; coco; tala; sombra de toro; chañar, espinillo; tusca; piquillín; moradila, jarilla; barba de chivo; palo amarillo; romerillo; romerito; sauce criollo; garabato, guayacan; paja brava; cactus; cortadera; totora; helechos.
Cabe destacar que la zona serrana es famosa por la variedad de hierbas naturales aromáticas y medicinales también llamados "yuyos". Entre ellas destacan: Peperina, Poleo, Granadilla o pasionaria, Cachiyuyo, Cola de caballo, Cambambú, Cola de quirquincho, carqueja; carquejilla; tomillo; yerba buena; manzanilla; palan-palan; ajenjo; contrayerba; doradilla; duraznillo; hinojo; lagaña de perro; mastuerzo; muna-muna; pezuña de vaca; paico; pichana; quimpe; ruda macho; romero; salvia de la hora; sanguinaria; toposaire; raíces de tasi; tripa de fraile; tramontana; vita del campo; vira vira; yerba del pollo, etc.

### Barrios
- Altos del valle
- Altos de Las Vertientes
- Becciú
- Carlos Paz Sierras
- Centro
- Centro de Inquilinos
- Colinas
- Costa Azul
- Cu-cú
- D. F. Sarmiento
- El Canal
- El Fantasio
- Esperanza
- Gral. Belgrano32
- José Muñoz
- La Cuesta
- La Quinta 1.ª Sección
- La Quinta 2.ª Sección
- La Quinta 3.ª Sección
- La Quinta 4.ª Sección
- Las Malvinas
- Las Rosas Centro
- Las Rosas Norte
- Los Algarrobos
- Los Eucaliptus
- Los Manantiales
- Miguel Muñóz "A"
- Miguel Muñóz "B"
- Playas de Oro
- Santa Rita
- Sol y Lago
- Sol y Río
- Solares de las Ensenadas
- Villa del Lago
- Villa del Río
- Villa Domínguez
- Villa Independencia

## Historia
El lugar donde hoy se levanta la ciudad de Villa Carlos Paz tuvo como primeros habitantes a los comechingones y otros pueblos originarios quienes dejaron sus huellas a orillas de ríos y arroyos.
En el año 1573 llegaron los españoles, quienes dispusieron la división de tierras, iniciando el período virreinal similar al del resto del continente americano.
Uno de los momentos más significativos para la región fue en 1891 cuando se construyó el Dique San Roque, cuya función fue la de abastecer de agua potable y para riego a la ciudad de Córdoba, capital de la provincia. 
En el valle que ocuparon las aguas se levantaba el casco de la estancia "Santa Leocadia", propiedad de Don Rudecindo Paz, quien decidió trasladarse sobre el faldeo de la sierra. Con el tiempo su hijo Carlos Nicandro -fundador de la ciudad- heredó las tierras comenzando la explotación ganadera y del bosque serrano.
El atractivo del embalse, sumado a la apertura de un nuevo camino, convirtió a la zona en un lugar de descanso y de turismo para las clases altas de Córdoba. Con el paso de los años se fueron construyendo hoteles y emprendimientos urbanísticos, además de escuelas y nuevos servicios que permitieron el asentamiento de nuevos habitantes a la región.
A partir de la década de 1950, en consonancia con las transformaciones económicas y sociales que se daban en el país, se comienza a consolidar el crecimiento de la ciudad a partir de un nuevo tipo de turismo: el turismo masivo.
El auge del automóvil, el aumento del poder adquisitivo de las clases medias y populares, además de la costumbre de vacacionar de un número creciente de personas convirtió el pueblo en ciudad hacia el año 1964.
Desde entonces Carlos Paz se ha configurado como uno de los principales destinos turísticos del país, basando su desarrollo en la gran oferta de bienes y servicios.

## Cultura

### Turismo

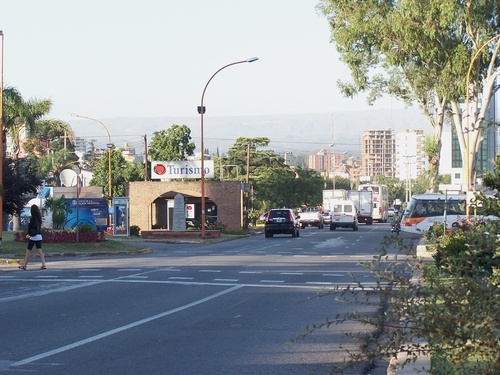
Foto vista desde la Secretaría de Turismo

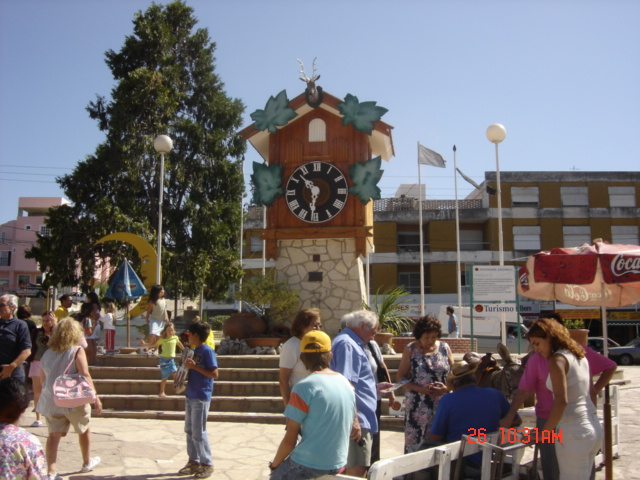
La célebre torre del reloj cucú en pleno centro de la ciudad de Carlos Paz, provincia de Córdoba, Argentina.

La ciudad es reconocida por ser uno de los destinos veraniegos más elegidos para las vacaciones familiares (enero y febrero) mientras que durante el resto del año es posible observar por sus calles a estudiantes y jubilados de todo el país. Además Carlos Paz se encuentra ubicada a poco más de 30 km al noroeste de la capital provincial: Córdoba, y de otras ciudades de gran importancia turística como Cosquín, Alta Gracia, La Calera, Tanti, Icho Cruz, Mayu Sumaj y Cuesta Blanca, entre otras.
Destacada por su agradable clima y sus atractivos paisajes, sus múltiples balnearios invitan a disfrutar de los templados días mediterráneos y a practicar diversos deportes acuáticos (windsurf, navegación a vela, a motor, jet ski, canotaje). 
También es conocido por ser el epicentro del Rally de Argentina, que se realiza cada año.
Aledaña a la Terminal de Ómnibus de la Villa hay una oficina de la Dirección de Turismo municipal, donde se puede recabar información y ayuda para encontrar alojamiento así como también que visitar dentro y fuera de la ciudad de Carlos Paz. 
Villa Carlos Paz tiene un gran flujo de turistas en verano, tanto por el clima como por la presencia de obras de teatro en temporada estival, tanto de compañías porteñas, como compañías cordobesas y santafesinas.
La ciudad de Carlos Paz recibe cada año unos 800.000 turistas.

### Sitios de interés

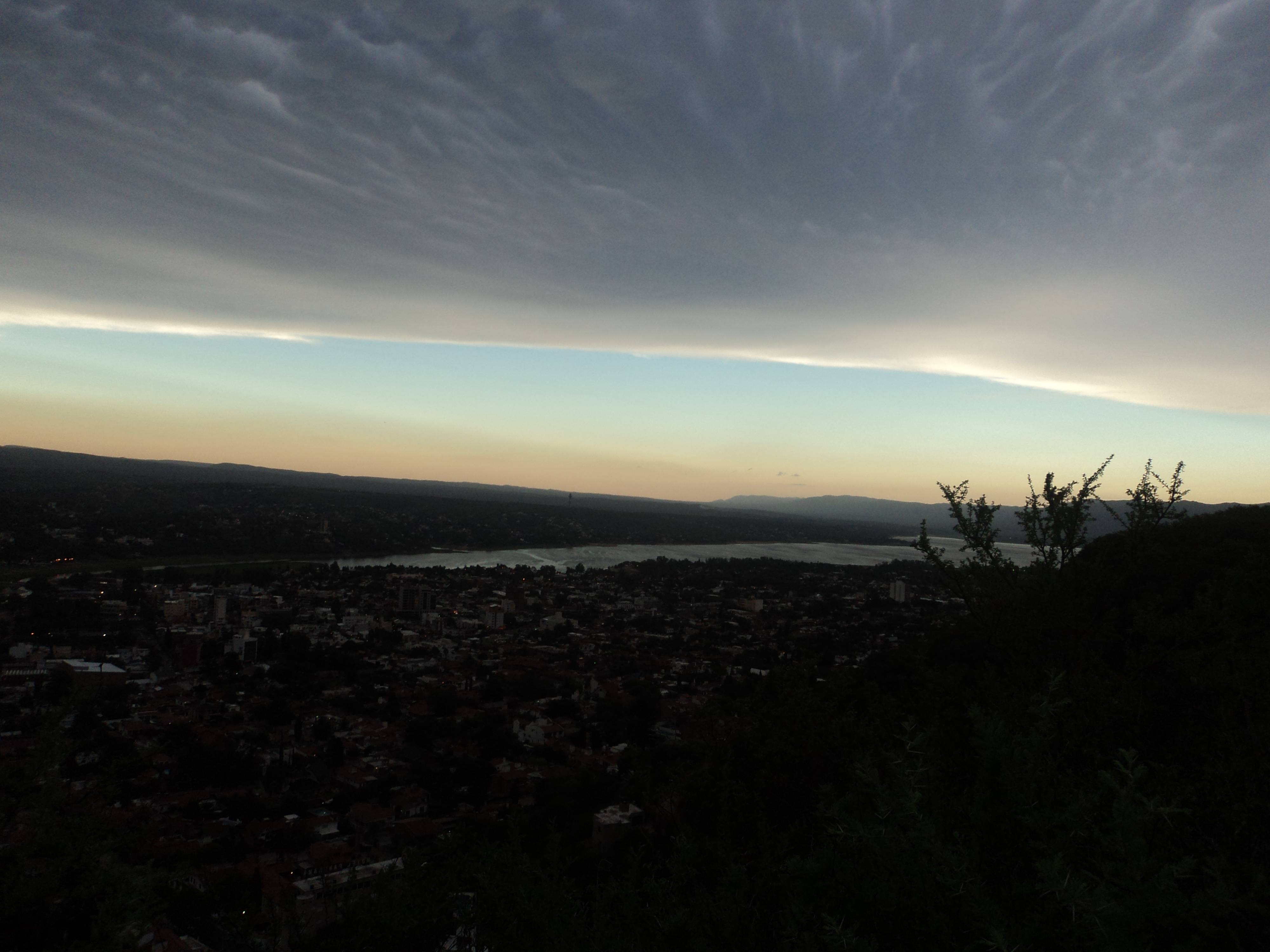
Atardecer en Carlos Paz

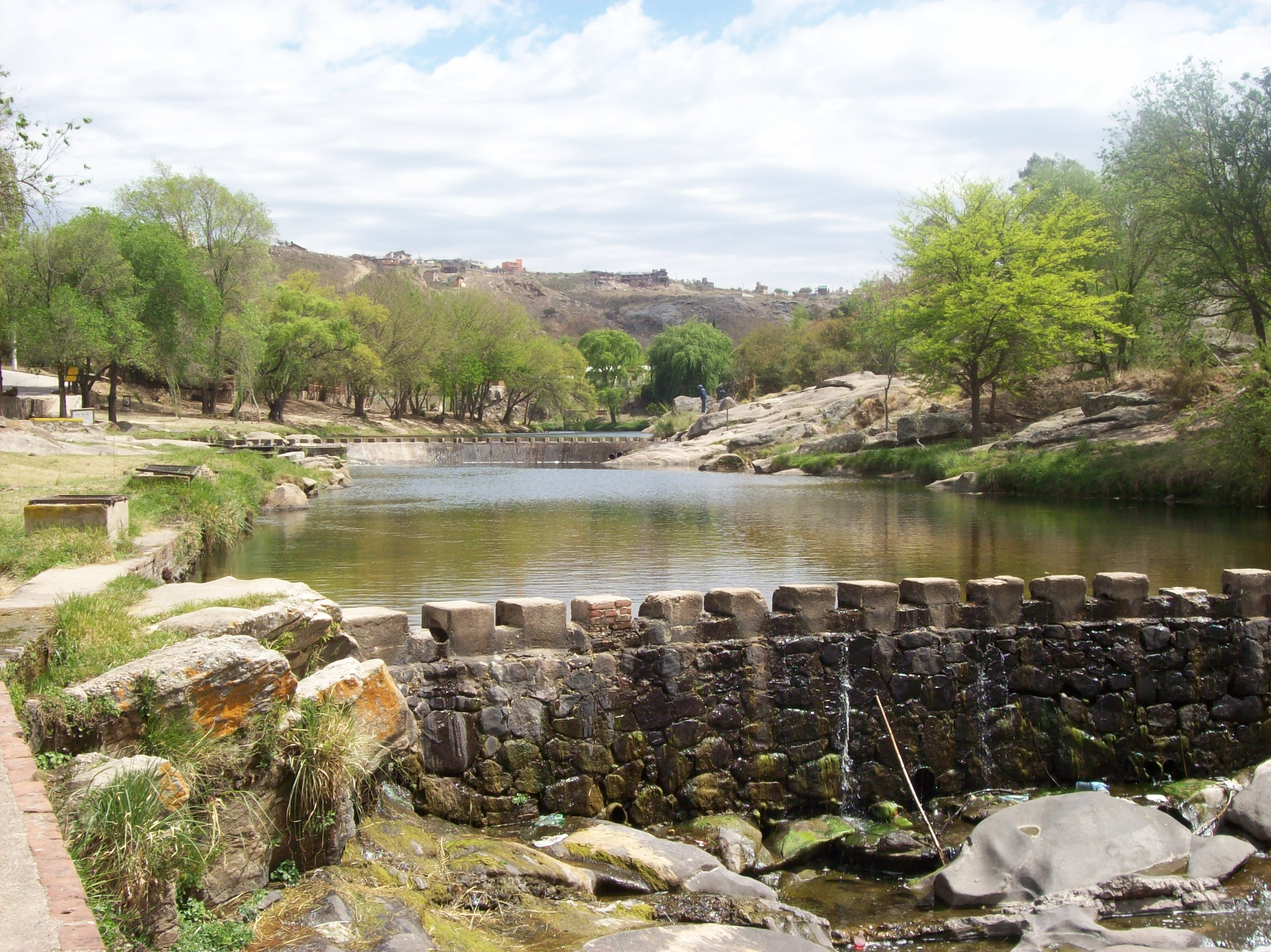
Balneario El Diquecito

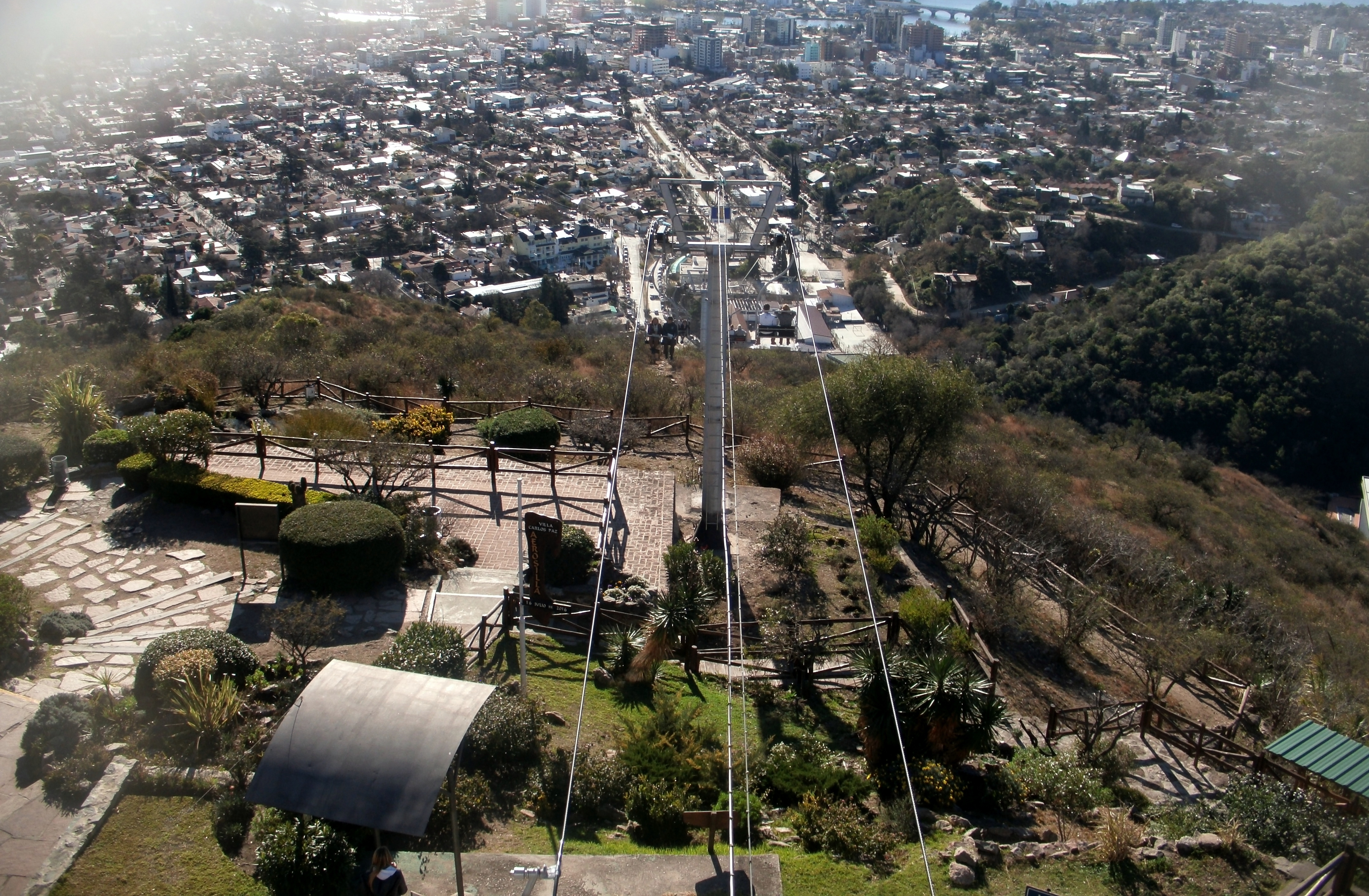
Vista desde la cima alcanzada por la aerosilla

En la ciudad es atractiva su arquitectura ecléctica, también resultan atractivos arquitectónicos algunos edificios dedicados a ser discotecas y locales nocturnos (muchos de ellos construidos en la década de 1960).
- Reloj cucú construido por alemanes, ubicado en la ruta hacia el norte del Valle de Punilla. Entre Av. Uruguay y Av. Sarmiento.
- Aerosilla, considerada la primera de Latinoamérica, que remonta hacia el Cerro La Cruz de 960 m s. n. m. inmediatamente al este del área urbana y desde el cual se tiene una hermosa vista panorámica; Actualmente la aerosilla está complementada con un pintoresco trencito elevado del tipo tren aéreo (no es un aerotrén en el sentido estricto de la palabra), que es llamado El Aerotren.
- Cerro La Cruz, indiscutiblemente después del Cucú es, debido a sus vistas panorámicas o "miradores" y belvederes el lugar más visitado de la ciudad de Carlos Paz por los lugareños como también los turistas, visitantes y de muchos lugares distantes que realizan travesías, excursiones y senderismo.
- Playa de los Hippies: ubicada 20 km al sur del centro de Carlos Paz.
- Balneario Fantasio, ubicado cerca del centro de Villa Carlos Paz, es uno de los balnearios más populares, cuenta con estacionamiento, asadores con parrillas, baños, música en vivo, guardavidas; también es apto para disfrutar de noche.
- Balneario Playas de Oro, ubicado en el barrio Playas de Oro cerca del Aeródromo de Carlos Paz y a escasas cuadras de la Av. Cárcano.
- Balneario de Sol y Río, uno de los últimos -marchando hacia el norte- dentro de la ciudad, se halla también ubicado sobre la Av. Cárcano a continuación del balneario Playas de Oro, su ubicación es a la vera del río San Antonio en su desembocadura en el lago San Roque.
- Costanera sobre la Costa 38, a la vera del lago San Roque y del río San Antonio. Con una nueva infraestructura realizada por el gobierno provincial se concluyó para final del 2011 el tramo que faltaba para dar a luz una espectacular amplia y muy extensa costanera, donde se puede disfrutar tanto como pasear en auto, caminar (flanear), pasar la tarde de pícnic  en la extensión verde, disfrutar de deportes acuáticos, muchos también prefieren salir a andar en "bici", rollers, patineta etc.
- El Centro de Carlos Paz, como muy pocas ciudades tiene durante todo el año muy buen movimiento de turistas locales y de muchos otros sitios de Argentina e incluso del extranjero, con aproximadamente unas quince "cuadras" (cada "cuadra" en Argentina equivale a un lado de "manzana", es decir a unos 100 metros de longitud) de extensión que empiezan desde el Centro Viejo en el Cucú, pasando por el "Paseo de las Farolas" hasta el centro nuevo. En verano se convierte en el núcleo de una gran actividad comercial.
- Av. Libertad, desde fines del siglo XX se convirtió en la zona de restaurantes y bares con más opciones para elegir en Carlos Paz. Con aproximadamente cinco "cuadras" de extensión, es en parte la continuación del "Centro nuevo" y es la nueva calle de comidas y amigos.

Carlos Paz además de lo reseñado posee un amplio abanico de paseos céntricos, balnearios, cámpines y lugares de entretenimiento (cines, teatros, discotecas, clubes nocturnos, parques de diversiones, greens o campos de golf, bares, casino, un laberinto etc.) complementado todo esto con una muy buena infraestructura hotelera. En todo lugar público cerrado rige la prohibición de fumar y en el transporte público rige -por consenso popular- la prohibición o veda para oír música o, si no todo ruido grabado, sin auriculares.
El lago San Roque es un espacio acuático muy utilizado por los visitantes y por los lugareños, donde todo el año se practican regatas a nivel nacional y todo tipo de deportes acuáticos y divertimentos.

### Espectáculos
En el verano junto a Mar del Plata, es uno de los centros del país donde existe mayor variedad de espectáculos durante la temporada estival. Desde la década de 1970 alberga importantes producciones teatrales y shows musicales, que atraen a la localidad a numerosas figuras del mundo artístico.

## Medios de comunicación

#### Diarios impresos
La ciudad cuenta con "El Diario de Carlos Paz" el cual se edita diariamente desde 1993, convirtiéndose de esta manera en el primer diario del Valle de Punilla. También cuenta con dos semanarios "La Jornada" y "El Bamba". El primero destaca por su distribución gratuita, mientras que el segundo principalmente por sus avisos clasificados. 
Medios de información exclusivamente digitales como "Vía Carlos Paz" "El Diario De La Villa", "Carlos Paz Vivo", "Centediario" "Carlos Paz Noticias" "Carlos Paz Hoy", entre otros, los cuales cuentan con páginas web que se actualizan con regularidad.

#### Televisión
- Teleocho, Canal 27 (Aire)
- TV Carlos Paz, Canal 41 (Aire)
- El Doce, Canal 59 (Aire)
- Carlos Paz Televisión, Canal 2 (Cptv)
- Next Televisión, Canal 15 (Cablevisión)

#### Radio
- 90.7 Rivadavia Carlos Paz
- 91.1  Orfeo FM
- 92.7 Radio María Carlos Paz
- 95.3  La Maja
- 95.7  Cyber
- 96.7  Serranías
- 97.7  Beat
- 98.3  La 100 Carlos Paz
- 98.9  Cristal Córdoba FM
- 99.9  School Radio (Colegio Julieta Delfino)
- 100.5 Cadena 3 Carlos Paz
- 100.9 VillaNos
- 101.3 Popular
- 103.1 Carlos Paz
- 104.1 Azul
- 105.1 Cadena Heat VCP
- 105.7
- 106.1 Radio 6
- 106.5 +Rock

## Gobierno
El intendente de Villa Carlos Paz, en la provincia de Córdoba (Argentina), es quien está a cargo del departamento ejecutivo del municipio administrando la zona correspondiente al ejido del mismo. 

## Población
El Censo Nacional de Población, Hogares y Viviendas de 2022 otorgó a Villa Carlos Paz la cifra de 71 274 habitantes (Indec, 2022). De esta manera la ciudad se consolida como la cuarta en importancia de la provincia de acuerdo a su número de habitantes (detrás de Córdoba, Río Cuarto y Villa María).
Integra del aglomerado denominado Villa Carlos Paz-San Antonio de Arredondo-Villa Río Icho Cruz que cuenta con una población de 80,171 habitantes (Indec, 2022) con la suma de las poblaciones aledañas.
| Gráfica de evolución demográfica de Villa Carlos Paz entre 1960 y 2022 |
|                                                                        |
| Fuente: censos nacionales del INDEC                                    |

## Transporte

### Rutas de acceso
Por vía terrestre se puede llegar a la ciudad a través de diversas carreteras:
- Ruta Nacional 20, ya sea desde el sur (San Antonio de Arredondo) o el este (Malagueño y Córdoba capital)
- Ruta Nacional 38, desde el norte (Bialet Massé)
- Ruta provincial 28, desde el oeste (Tanti).
- Ruta provincial 78, desde el noreste (La Calera)

|              | Norte: Cosquín   |               |
| Oeste: Tanti |                  | Este: Córdoba |
|              | Sur: Alta Gracia |               |

### Autobuses

#### Larga distancia
Empresas de larga distancia de todo el país realizan viajes a diario a Villa Carlos Paz. Ya sea destino final o simplemente una parada intermedia, la ciudad se encuentra en un constante movimiento de ingreso y de salida de personas, lo cual motivó la ampliación de la terminal de ómnibus. Este tipo de servicio generalmente es utilizado, en su mayoría, por turistas. Entre las empresas que llevan y traen pasajeros desde Buenos Aires y Rosario contamos con Fono Bus, El Práctico, Urquiza.

#### Interurbanos
También operan distintos colectivos interurbanos (Car-Cor, Fono Bus, Lumasa, Sarmiento, Ersa) para la población que se moviliza dentro de la región, ya sea a Córdoba capital o al resto del valle de Punilla (Cosquín, La Falda, Tanti, etc).
Este tipo de servicios es utilizado por los pobladores de pueblos vecinos que viajan a diario generalmente por motivos de trabajo o trámites. Aunque también es utilizado por turistas que deciden recorrer el valle de Punilla.

#### Urbanos
Debido al crecimiento poblacional y las extensiones de la ciudad, desde el año 2007 distintas empresas brindan el servicio de transporte urbano de pasajeros en Villa Carlos Paz. Actualmente se encuentran disponibles 13 unidades repartidas en 6 líneas diurnas –L1, L2, L5, L6, L8 y L9– y una nocturna –LN– que recorren toda la ciudad. La tarifa del boleto normal es $1.600, y se necesita una tarjeta para viajar que se consigue en la terminal de ómnibus de la ciudad, en la oficina de Car-Cor S.R.L.
Actualmente la empresa prestataria del servicio es Car-Cor Urbano.

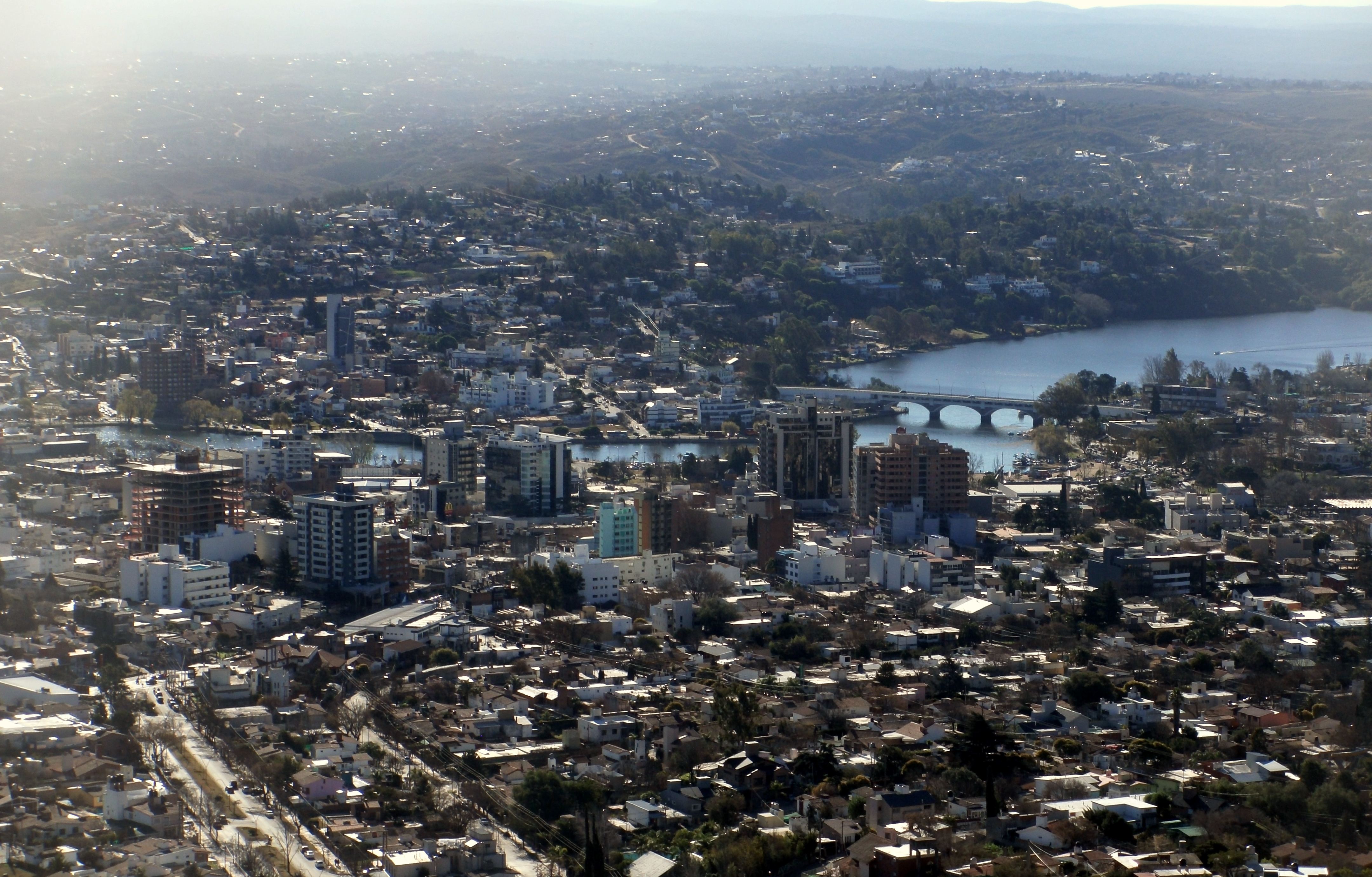
Vista panorámica de la zona de la villa que más edificaciones altas concentra.

## Deporte
El Club Atlético Carlos Paz ubicado en la barrio La Cuesta, fue fundado el 4 de mayo de 1930, por un grupo de vecinos cuando la Villa era una pequeña población de alrededor de 500 habitantes. En sus comienzos el principal deporte desarrollado en el club fue el fútbol. En el año 1954 se inscribe en la Liga de Fútbol de Punilla de la Provincia de Córdoba.
Actualmente se encuentra en el Torneo de 1.ª División "A" de la Liga Cordobesa de Fútbol.
El Club de Natación Sol y Lago ubicado en calle Gutenberg 88 (barrio Sol y Lago) fue fundado el 1 de enero de 2019 y cuenta con instalaciones de última generación que le brindan la posibilidad al habitante de Carlos Paz y alrededores así como también a los turistas de practicar la natación en un ambiente más que agradable y con excelentes profesionales.

## En cine y ficción
- En el Castillo de Furt se filmó en 1947 parte de la película Con el diablo en el cuerpo, dirigida por Carlos Hugo Christensen.
- La novela El lugar inalcanzable de Claudia Amengual se desarrolla en una hostería de Carlos Paz.[11]

## Ciudades hermanas
Las ciudades hermanadas con Villa Carlos Paz son:
- Peschiera del Garda, Italia[13]
- San Bernardino, Paraguay[14]
- Termas de Río Hondo, Argentina
- Tarija, Bolivia[15]